# ديلان بروس
ديلان بروس (ولد في 21 أبريل 1980) ممثل كندي اشتهر بظهوره في مسلسل أورفان بلاك،.

## روابط خارجية
- ديلان بروس على موقع IMDb (الإنجليزية)
- ديلان بروس على موقع ألو سيني (الفرنسية)
- ديلان بروس على موقع أول موفي (الإنجليزية)
- ديلان بروس على موقع قاعدة بيانات الفيلم (الإنجليزية)
- ديلان بروس على موقع كينوبويسك (الروسية)
- Dylan Bruce at Seattle Models Guild
- Dylan Bruce at فضاء
- Dylan Bruce at بي بي سي أمريكا